# Darío Silva
Darío Silva (* 2. November 1972 in Treinta y Tres; vollständiger Name Debray Darío Silva Pereira) ist ein früherer uruguayischer Fußballspieler, der als Stürmer spielte.

## Karriere

### Verein
Seine Karriere begann 1991 bei Club Atlético Yerbalense in Treinta y Tres, ehe er 1992 zu Defensor Sporting wechselte. Von hier wechselte er dann im anschließenden Jahr zu Peñarol und spielte dort drei Jahre lang. 1994 sicherte er sich mit 19 Treffern die Torjägerkrone der uruguayischen Primera División. Zudem feierte in allen drei Jahren seiner Zugehörigkeit zum Verein den Gewinn der uruguayischen Meisterschaft. Sodann wurden Scouts von Cagliari auf ihn aufmerksam und holten ihn nach Italien. Nach einigen Misserfolgen kehrte er zu Peñarol zurück, ehe er nach nur sechs Monaten zu Espanyol Barcelona wechselte und nach einer Saison an den FC Málaga verkauft wurde. Danach festigte sich aber der Ruf von „Sa pibinca“ als staksiger, dennoch torgefährlicher Stürmer in Spanien. Der Fußballlegionär, der nach vielen Streitigkeiten mit den Managern verschiedener Klubs immer wieder den Verein wechselte, spielte dann in der Saison 2003/2004 äußerst erfolgreich beim FC Sevilla, wo er viele Tore vorbereitete, acht selbst schoss und mit Júlio Baptista eine der stärksten Sturmoffensiven bildete. Nach zwei Saisons wechselte er nach Portsmouth, um seine Fußballkarriere ausklingen zu lassen. Dort löste er nach vier Monaten aufgrund nicht zufriedenstellender Leistungen (15 Spiele/3 Tore) seinen Vertrag auf.

### Nationalmannschaft
Silva nahm mit der uruguayischen U-20-Auswahl an der U-20-Südamerikameisterschaft 1991 teil und belegte mit der Mannschaft den dritten Turnierrang. Im Verlaufe des Turniers wurde er von Trainer Juan José Duarte sechsmal (zwei Tore) eingesetzt. Im selben Jahr bestritt er mit der Celeste auch die Junioren-Fußballweltmeisterschaft 1991, bei der er mit der Mannschaft aber bereits in der Gruppenphase ausschied. Silva spielte auch für die uruguayische A-Nationalmannschaft. Für diese bestritt Silva von seinem Debüt am 19. Oktober 1994 bis zu seinem letzten Einsatz am 12. November 2005 insgesamt 49 Länderspiele und erzielte dabei 14 Tore. Mit der Celeste nahm er am FIFA-Konföderationen-Pokal 1997, an der Fußball-Weltmeisterschaft 2002 und an der Copa América 2004 teil.

### Erfolge
- 3× Uruguayischer Meister (1993, 1994 und 1995)

## Autounfall
Am 24. September 2006 verlor Darío Silva, der in Begleitung von zwei weiteren Ex-Nationalspielern war, bei Montevideo die Kontrolle über seinen Pkw und kollidierte mit einer Laterne. Silva, der nicht angeschnallt war, flog durch die Fensterscheibe gegen die Laterne, die dann auf ihn stürzte. Er erlitt einen offenen Unterschenkelbruch am rechten Bein. Silva wurde dabei schwer verletzt. Da sich die Wunde infizierte und nach einer sechsstündigen Operation keine Fortschritte festgestellt wurden, entschied sich das Ärzteteam für eine Amputation des Unterschenkels, um lebensbedrohliche Komplikationen zu vermeiden. Zehn Tage nach dem Unfall konnte er die Klinik verlassen.

## Statistiken
| Jahr    | Club              | Liga                  | Spiele | Tore |
| ------- | ----------------- | --------------------- | ------ | ---- |
| 1992    | Defensor Sporting | Primera División(Ur.) | 18     | 4    |
| 1993    | Peñarol           | Primera División      | 20     | 9    |
| 1994    | Peñarol           | Primera División      | 24     | 19   |
| 1995    | Peñarol           | Primera División      | 12     | 8    |
| 1995/96 | Cagliari Calcio   | Serie A               | 33     | 3    |
| 1996/97 | Cagliari Calcio   | Serie A               | 29     | 4    |
| 1997/98 | Cagliari Calcio   | Serie A               | 27     | 13   |
| 1998/99 | RCD Espanyol      | Primera División      | 15     | 3    |
| 1999/00 | Málaga CF         | Primera División      | 23     | 4    |
| 2000/01 | Málaga CF         | Primera División      | 26     | 13   |
| 2001/02 | Málaga CF         | Primera División      | 23     | 9    |
| 2002/03 | Málaga CF         | Primera División      | 28     | 10   |
| 2003/04 | Sevilla FC        | Primera División      | 28     | 7    |
| 2004/05 | Sevilla FC        | Primera División      | 21     | 2    |
| 2005/06 | Portsmouth FC     | Premier League        | 15     | 3    |